# Groupe I des éliminatoires du Championnat d'Europe de football 2012
Cet article donne les résultats des matches du groupe I des éliminatoires de l'Euro 2012.

## Classement
| Rang | Équipe        | Pts | J | G | N | P | Bp | Bc | Diff |  | Résultats (▼ dom., ► ext.) | Drapeau de l'Espagne | Drapeau de la Tchéquie | Drapeau de l'Écosse | Drapeau de la Lituanie | Drapeau du Liechtenstein |
| ---- | ------------- | --- | - | - | - | - | -- | -- | ---- |  | -------------------------- | -------------------- | ---------------------- | ------------------- | ---------------------- | ------------------------ |
| 1    | Espagne       | 24  | 8 | 8 | 0 | 0 | 26 | 6  | +20  |  | Espagne                    |                      | 2-1                    | 3-1                 | 3-1                    | 6-0                      |
| 2    | Tchéquie      | 13  | 8 | 4 | 1 | 3 | 12 | 8  | +4   |  | Tchéquie                   | 0-2                  |                        | 1-0                 | 0-1                    | 2-0                      |
| 3    | Écosse        | 11  | 8 | 3 | 2 | 3 | 9  | 10 | -1   |  | Écosse                     | 2-3                  | 2-2                    |                     | 1-0                    | 2-1                      |
| 4    | Lituanie      | 5   | 8 | 1 | 2 | 5 | 4  | 13 | -9   |  | Lituanie                   | 1-3                  | 1-4                    | 0-0                 |                        | 0-0                      |
| 5    | Liechtenstein | 4   | 8 | 1 | 1 | 6 | 3  | 17 | -14  |  | Liechtenstein              | 0-4                  | 0-2                    | 0-1                 | 2-0                    |                          |

L'Espagne est qualifiée.
La République tchèque est barragiste.

## Résultats et calendrier
| 1re journée                  | Lituanie | 0 – 0   | Écosse | S. Dariaus ir S. Girėno, Kaunas              |                                              |
| 3 septembre 2010 21:15 HEC+1 |          | (0 – 0) |        | Spectateurs : 6 539 Arbitrage : Cüneyt Çakır | Spectateurs : 6 539 Arbitrage : Cüneyt Çakır |
| 3 septembre 2010 21:15 HEC+1 | Rapport  |         |        | Spectateurs : 6 539 Arbitrage : Cüneyt Çakır | Spectateurs : 6 539 Arbitrage : Cüneyt Çakır |

| 1re journée                | Liechtenstein | 0 – 4   | Espagne                                | Rheinpark Stadion, Vaduz                        |                                                 |
| 3 septembre 2010 20:45 HEC |               | (0 – 2) | Torres 18e 54e · Villa 26e · Silva 62e | Spectateurs : 6 127 Arbitrage : Bülent Yıldırım | Spectateurs : 6 127 Arbitrage : Bülent Yıldırım |
| 3 septembre 2010 20:45 HEC | Rapport       |         |                                        | Spectateurs : 6 127 Arbitrage : Bülent Yıldırım | Spectateurs : 6 127 Arbitrage : Bülent Yıldırım |

| 2e journée                 | Tchéquie | 0 – 1   | Lituanie   | Andruv, Olomouc                             |                                             |
| 7 septembre 2010 21:15 HEC |          | (0 - 1) | Šernas 27e | Spectateurs : 12 038 Arbitrage : Alon Yefet | Spectateurs : 12 038 Arbitrage : Alon Yefet |
| 7 septembre 2010 21:15 HEC | Rapport  |         |            | Spectateurs : 12 038 Arbitrage : Alon Yefet | Spectateurs : 12 038 Arbitrage : Alon Yefet |

| 2e journée                   | Écosse                     | 2 – 1   | Liechtenstein | Hampden Park, Glasgow                            |                                                  |
| 7 septembre 2010 21:00 HEC-1 | Miller 63e · McManus 90+7e | (0 - 0) | Frick 47e     | Spectateurs : 37 050 Arbitrage : Viktor Shvetsov | Spectateurs : 37 050 Arbitrage : Viktor Shvetsov |
| 7 septembre 2010 21:00 HEC-1 | Rapport                    |         |               | Spectateurs : 37 050 Arbitrage : Viktor Shvetsov | Spectateurs : 37 050 Arbitrage : Viktor Shvetsov |

| 3e journée               | Tchéquie   | 1 – 0   | Écosse | Eden, Prague                                |                                             |
| 8 octobre 2010 20:15 HEC | Hubník 69e | (0 - 0) |        | Spectateurs : 14 922 Arbitrage : Ivan Bebek | Spectateurs : 14 922 Arbitrage : Ivan Bebek |
| 8 octobre 2010 20:15 HEC | Rapport    |         |        | Spectateurs : 14 922 Arbitrage : Ivan Bebek | Spectateurs : 14 922 Arbitrage : Ivan Bebek |

| 3e journée               | Espagne                      | 3 – 1   | Lituanie   | Helmántico, Salamanque                           |                                                  |
| 8 octobre 2010 22:00 HEC | Llorente 47e 56e · Silva 79e | (0 - 0) | Šernas 54e | Spectateurs : 16 800 Arbitrage : Gianluca Rocchi | Spectateurs : 16 800 Arbitrage : Gianluca Rocchi |
| 8 octobre 2010 22:00 HEC | Rapport                      |         |            | Spectateurs : 16 800 Arbitrage : Gianluca Rocchi | Spectateurs : 16 800 Arbitrage : Gianluca Rocchi |

| 4e journée                | Liechtenstein | 0 – 2   | Tchéquie                  | Rheinpark Stadion, Vaduz                          |                                                   |
| 12 octobre 2010 20:00 HEC |               | (0 - 2) | Necid 12e · V. Kadlec 29e | Spectateurs : 2 555 Arbitrage : Stanislav Sukhina | Spectateurs : 2 555 Arbitrage : Stanislav Sukhina |
| 12 octobre 2010 20:00 HEC | Rapport       |         |                           | Spectateurs : 2 555 Arbitrage : Stanislav Sukhina | Spectateurs : 2 555 Arbitrage : Stanislav Sukhina |

| 4e journée                | Écosse                         | 2 – 3   | Espagne                                       | Hampden Park, Glasgow                            |                                                  |
| 12 octobre 2010 21:00 HEC | Naismith 58e · Piqué 66e (csc) | (0 - 1) | Villa 44e (pen.) · Iniesta 56e · Llorente 79e | Spectateurs : 51 322 Arbitrage : Massimo Busacca | Spectateurs : 51 322 Arbitrage : Massimo Busacca |
| 12 octobre 2010 21:00 HEC | Rapport                        |         |                                               | Spectateurs : 51 322 Arbitrage : Massimo Busacca | Spectateurs : 51 322 Arbitrage : Massimo Busacca |

| 5e journée             | Espagne              | 2 – 1   | Tchéquie   | Nuevo Los Cármenes, Grenade                    |                                                |
| 25 mars 2011 22:00 HEC | Villa 69e 73e (pen.) | (0 - 1) | Plašil 29e | Spectateurs : 16 400 Arbitrage : Viktor Kassai | Spectateurs : 16 400 Arbitrage : Viktor Kassai |
| 25 mars 2011 22:00 HEC | Rapport              |         |            | Spectateurs : 16 400 Arbitrage : Viktor Kassai | Spectateurs : 16 400 Arbitrage : Viktor Kassai |

| 6e journée             | Tchéquie                 | 2 – 0   | Liechtenstein | Stadion Střelecký ostrov, České Budějovice          |                                                     |
| 29 mars 2011 17:30 HEC | Baroš 3e · M. Kadlec 70e | (1 - 0) |               | Spectateurs : 6 700 Arbitrage : Ovidiu Alin Hategan | Spectateurs : 6 700 Arbitrage : Ovidiu Alin Hategan |
| 29 mars 2011 17:30 HEC | Rapport                  |         |               | Spectateurs : 6 700 Arbitrage : Ovidiu Alin Hategan | Spectateurs : 6 700 Arbitrage : Ovidiu Alin Hategan |

| 6e journée             | Lituanie         | 1 – 3   | Espagne                                   | S. Dariaus ir S. Girėno, Kaunas                 |                                                 |
| 29 mars 2011 20:45 HEC | Stankevičius 57e | (0 - 1) | Xavi 19e · Kijanskas 70e (csc) · Mata 83e | Spectateurs : 9 180 Arbitrage : Laurent Duhamel | Spectateurs : 9 180 Arbitrage : Laurent Duhamel |
| 29 mars 2011 20:45 HEC | Rapport          |         |                                           | Spectateurs : 9 180 Arbitrage : Laurent Duhamel | Spectateurs : 9 180 Arbitrage : Laurent Duhamel |

| 7e journée            | Liechtenstein           | 2 – 0   | Lituanie | Rheinpark Stadion, Vaduz                      |                                               |
| 3 juin 2011 19:30 HEC | Erne 6e · Polverino 36e | (2 – 0) |          | Spectateurs : 5 998 Arbitrage : Artyom Kuchin | Spectateurs : 5 998 Arbitrage : Artyom Kuchin |
| 3 juin 2011 19:30 HEC | Rapport                 |         |          | Spectateurs : 5 998 Arbitrage : Artyom Kuchin | Spectateurs : 5 998 Arbitrage : Artyom Kuchin |

| 8e journée                 | Lituanie | 0 – 0   | Liechtenstein | S. Dariaus ir S. Girėno stadionas, Kaunas         |                                                   |
| 2 septembre 2011 17:00 HEC |          | (0 – 0) |               | Spectateurs : 4 000 Arbitrage : Ken Henry Johnsen | Spectateurs : 4 000 Arbitrage : Ken Henry Johnsen |
| 2 septembre 2011 17:00 HEC | Rapport  |         |               | Spectateurs : 4 000 Arbitrage : Ken Henry Johnsen | Spectateurs : 4 000 Arbitrage : Ken Henry Johnsen |

| 8e journée                 | Écosse                    | 2 – 2   | Tchéquie                | Hampden Park, Glasgow                       |                                             |
| 3 septembre 2011 16:00 HEC | Miller 45e · Fletcher 82e | (1 – 0) | Plašil 78e · Kadlec 90e | Spectateurs : 51 457 Arbitrage : Kevin Blom | Spectateurs : 51 457 Arbitrage : Kevin Blom |
| 3 septembre 2011 16:00 HEC | Rapport                   |         |                         | Spectateurs : 51 457 Arbitrage : Kevin Blom | Spectateurs : 51 457 Arbitrage : Kevin Blom |

| 9e journée                 | Écosse       | 1 – 0   | Lituanie | Hampden Park, Glasgow                               |                                                     |
| 6 septembre 2011 21:00 HEC | Naismith 50e | (0 – 0) |          | Spectateurs : 34 071 Arbitrage : Kristinn Jakobsson | Spectateurs : 34 071 Arbitrage : Kristinn Jakobsson |
| 6 septembre 2011 21:00 HEC | Rapport      |         |          | Spectateurs : 34 071 Arbitrage : Kristinn Jakobsson | Spectateurs : 34 071 Arbitrage : Kristinn Jakobsson |

| 9e journée                 | Espagne                                                | 6 – 0   | Liechtenstein | Las Gaunas, Logroño                             |                                                 |
| 6 septembre 2011 22:00 HEC | Negredo 34e 37e · Xavi 44e · Ramos 52e · Villa 60e 79e | (3 – 0) |               | Spectateurs : 16 000 Arbitrage : Harald Lechner | Spectateurs : 16 000 Arbitrage : Harald Lechner |
| 6 septembre 2011 22:00 HEC | Rapport                                                |         |               | Spectateurs : 16 000 Arbitrage : Harald Lechner | Spectateurs : 16 000 Arbitrage : Harald Lechner |

| 10e journée              | Tchéquie | 0 – 2   | Espagne                   | Generali Arena, Prague                             |                                                    |
| 7 octobre 2011 20:45 HEC |          | (0 – 2) | Mata 7e · Xabi Alonso 23e | Spectateurs : 17 873 Arbitrage : Paolo Tagliavento | Spectateurs : 17 873 Arbitrage : Paolo Tagliavento |
| 7 octobre 2011 20:45 HEC | Rapport  |         |                           | Spectateurs : 17 873 Arbitrage : Paolo Tagliavento | Spectateurs : 17 873 Arbitrage : Paolo Tagliavento |

| 10e journée              | Liechtenstein | 0 – 1   | Écosse            | Rheinpark Stadion, Vaduz                         |                                                  |
| 8 octobre 2011 19:30 HEC |               | (0 - 1) | Mackail-Smith 32e | Spectateurs : 5 636 Arbitrage : Tom Harald Hagen | Spectateurs : 5 636 Arbitrage : Tom Harald Hagen |
| 8 octobre 2011 19:30 HEC | Rapport       |         |                   | Spectateurs : 5 636 Arbitrage : Tom Harald Hagen | Spectateurs : 5 636 Arbitrage : Tom Harald Hagen |

| 11e journée               | Espagne                  | 3 – 1   | Écosse                | Stade José Rico Pérez, Alicante                     |                                                     |
| 11 octobre 2011 20:45 HEC | Silva 6e 44e · Villa 54e | (2 - 0) | Goodwillie 66e (pen.) | Spectateurs : 24 896 Arbitrage : Stefan Johannesson | Spectateurs : 24 896 Arbitrage : Stefan Johannesson |
| 11 octobre 2011 20:45 HEC | Rapport                  |         |                       | Spectateurs : 24 896 Arbitrage : Stefan Johannesson | Spectateurs : 24 896 Arbitrage : Stefan Johannesson |

| 11e journée               | Lituanie          | 1 – 4   | Tchéquie                                    | S. Dariaus ir S. Girėno stadionas, Kaunas                |                                                          |
| 11 octobre 2011 20:45 HEC | Šernas 68e (pen.) | (0 - 3) | Kadlec 2e (pen.) 85e (pen.) · Rezek 16e 45e | Spectateurs : 2 000 Arbitrage : David Fernández Borbalán | Spectateurs : 2 000 Arbitrage : David Fernández Borbalán |
| 11 octobre 2011 20:45 HEC | Rapport           |         |                                             | Spectateurs : 2 000 Arbitrage : David Fernández Borbalán | Spectateurs : 2 000 Arbitrage : David Fernández Borbalán |

## Buteurs
| Pos | Joueur              | Pays          | Buts |
| --- | ------------------- | ------------- | ---- |
| 1   | David Villa         | Espagne       | 7    |
| 2   | Michal Kadlec       | Tchéquie      | 4    |
| 2   | David Silva         | Espagne       | 4    |
| 3   | Darvydas Šernas     | Lituanie      | 3    |
| 3   | Fernando Llorente   | Espagne       | 3    |
| 4   | Jaroslav Plašil     | Tchéquie      | 2    |
| 4   | Jan Rezek           | Tchéquie      | 2    |
| 4   | Kenny Miller        | Écosse        | 2    |
| 4   | Steven Naismith     | Écosse        | 2    |
| 4   | Juan Mata           | Espagne       | 2    |
| 4   | Álvaro Negredo      | Espagne       | 2    |
| 4   | Fernando Torres     | Espagne       | 2    |
| 4   | Xavi                | Espagne       | 2    |
| 13  | Milan Baroš         | Tchéquie      | 1    |
| 13  | Roman Hubník        | Tchéquie      | 1    |
| 13  | Václav Kadlec       | Tchéquie      | 1    |
| 13  | Tomáš Necid         | Tchéquie      | 1    |
| 13  | Philippe Erne       | Liechtenstein | 1    |
| 13  | Mario Frick         | Liechtenstein | 1    |
| 13  | Michele Polverino   | Liechtenstein | 1    |
| 13  | Marius Stankevičius | Lituanie      | 1    |
| 13  | Darren Fletcher     | Écosse        | 1    |
| 13  | David Goodwillie    | Écosse        | 1    |
| 13  | Craig Mackail-Smith | Écosse        | 1    |
| 13  | Stephen McManus     | Écosse        | 1    |
| 13  | Xabi Alonso         | Espagne       | 1    |
| 13  | Andrés Iniesta      | Espagne       | 1    |
| 13  | Sergio Ramos        | Espagne       | 1    |

Buteur contre son camp :
| Joueur          | Pays                    | Buts csc |
| --------------- | ----------------------- | -------- |
| Gerard Piqué    | Espagne (pour Écosse)   | 1        |
| Tadas Kijanskas | Lituanie (pour Espagne) | 1        |